# Super Copa Gaúcha de 2016
A Super Copa Gaúcha 2016 foi a quarta edição deste torneio anual realizado pela Federação Gaúcha de Futebol. Os clubes qualificaram-se para a Super Copa através dos campeonatos regionais organizados pela FGF. Classificaram-se: o campeão da Região Norte, o campeão da Região Sul, o campeão da Região Metropolitana, e o melhor vice-campeão dos campeonatos regionais. A competição deu ao campeão uma vaga para a Copa do Brasil de 2017 e o direito de disputar a Recopa Gaúcha.

## Grupos

### Copa Caçapava - Luís Carlos Melo (Região Metropolitana)
| Região Metropolitana | Região Metropolitana | Região Metropolitana | Região Metropolitana | Região Metropolitana | Região Metropolitana | Região Metropolitana | Região Metropolitana | Região Metropolitana | Região Metropolitana | Região Metropolitana |
| Pos                  | Times                | Pts                  | J                    | V                    | E                    | D                    | GP                   | GC                   | SG                   | %                    |
| -------------------- | -------------------- | -------------------- | -------------------- | -------------------- | -------------------- | -------------------- | -------------------- | -------------------- | -------------------- | -------------------- |
| 1                    | São José-RS          | 23                   | 10                   | 7                    | 2                    | 1                    | 32                   | 9                    | 23                   | 77%                  |
| 2                    | Novo Hamburgo        | 21                   | 10                   | 6                    | 3                    | 1                    | 30                   | 5                    | 25                   | 70%                  |
| 3                    | Aimoré               | 20                   | 10                   | 6                    | 2                    | 2                    | 17                   | 7                    | 10                   | 67%                  |
| 4                    | Igrejinha            | 14                   | 10                   | 4                    | 2                    | 4                    | 10                   | 10                   | 0                    | 47%                  |
| 5                    | Sapucaiense          | 4                    | 10                   | 1                    | 1                    | 8                    | 5                    | 40                   | -35                  | 13%                  |
| 6                    | Novo Horizonte       | 3                    | 10                   | 1                    | 0                    | 9                    | 6                    | 29                   | -23                  | 10%                  |

| Resultados (Resumo) | Resultados (Resumo) | Resultados (Resumo) | Resultados (Resumo) | Resultados (Resumo) | Resultados (Resumo) | Resultados (Resumo) |
| Clube               | AIM                 | IGR                 | NHA                 | NHO                 | SJO                 | SAP                 |
| ------------------- | ------------------- | ------------------- | ------------------- | ------------------- | ------------------- | ------------------- |
| Aimoré              |                     | 2 - 0               | 1 - 1               | 3 - 1               | 0 - 2               | 2 - 0               |
| Igrejinha           | 0 - 0               |                     | 0 - 1               | 4 - 0               | 3 - 2               | 1 - 0               |
| Novo Hamburgo       | 0 - 1               | 1 - 0               |                     | 2 - 0               | 2 - 2               | 13 - 0              |
| Novo Horizonte      | 0 - 3               | 0 - 1               | 0 - 3               |                     | 0 - 4               | 2 - 0               |
| São José            | 3 - 1               | 3 - 0               | 1 - 1               | 6 - 1               |                     | 5 - 0               |
| Sapucaiense         | 0 - 4               | 1 - 1               | 0 - 6               | 3 - 2               | 1 - 4               |                     |

|  |                                       |
|  | Equipes classificadas à Segunda Fase. |

#### Segunda Fase
|  | Semifinais    | Semifinais    | Semifinais | Semifinais |       |                   | Final | Final | Final | Final |
|  |               |               |            |            |       |                   |       |       |       |       |
|  | Igrejinha     | 0             | 0          | 0          |       |                   |       |       |       |       |
|  | São José-RS   | 0             | 4          | 4          |       |                   |       |       |       |       |
|  | São José-RS   | 0             | 4          | 4          |       | São José-RS (pen) | 1     | 3     | 4 (3) |       |
|  |               |               |            |            |       | São José-RS (pen) | 1     | 3     | 4 (3) |       |
|  |               | Novo Hamburgo | 3          | 1          | 4 (0) |                   |       |       |       |       |
|  | Aimoré        | Novo Hamburgo | 3          | 1          | 4 (0) | 0                 | 1     | 1     |       |       |
|  | Aimoré        |               |            |            |       | 0                 | 1     | 1     |       |       |
|  | Novo Hamburgo | 1             | 2          | 3          |       |                   |       |       |       |       |

* Em itálico o mandante do primeiro jogo. Em negrito o vencedor do confronto.

### Copa Larry Pinto de Faria (Região Norte)
| Região Norte | Região Norte        | Região Norte | Região Norte | Região Norte | Região Norte | Região Norte | Região Norte | Região Norte | Região Norte | Região Norte |
| Pos          | Times               | Pts          | J            | V            | E            | D            | GP           | GC           | SG           | %            |
| ------------ | ------------------- | ------------ | ------------ | ------------ | ------------ | ------------ | ------------ | ------------ | ------------ | ------------ |
| 1            | Ypiranga de Erechim | 23           | 10           | 7            | 2            | 1            | 20           | 4            | 16           | 77%          |
| 2            | Caxias              | 18           | 10           | 5            | 3            | 2            | 18           | 6            | 12           | 60%          |
| 3            | APAFUT              | 15           | 10           | 4            | 3            | 3            | 13           | 11           | 2            | 50%          |
| 4            | PRS/Garibaldi       | 12           | 10           | 3            | 3            | 4            | 7            | 10           | -3           | 40%          |
| 5            | Juventude           | 10           | 10           | 2            | 4            | 4            | 5            | 14           | -9           | 33%          |
| 6            | Atlético Carazinho  | 3            | 10           | 0            | 3            | 7            | 6            | 24           | -18          | 10%          |

| Resultados (Resumo) | Resultados (Resumo) | Resultados (Resumo) | Resultados (Resumo) | Resultados (Resumo) | Resultados (Resumo) | Resultados (Resumo) |
| Clube               | APA                 | ATC                 | CAX                 | JUV                 | PRS                 | YPI                 |
| ------------------- | ------------------- | ------------------- | ------------------- | ------------------- | ------------------- | ------------------- |
| Apafut              |                     | 4 - 0               | 0 - 0               | 0 - 1               | 1 - 1               | 0 - 4               |
| Atlético Carazinho  | 1 - 3               |                     | 1 - 1               | 2 - 2               | 0 - 1               | 0 - 3               |
| Caxias              | 1 - 0               | 5 - 0               |                     | 5 - 0               | 2 - 0               | 0 - 1               |
| Juventude           | 0 - 1               | 1 - 1               | 0 - 0               |                     | 0 - 0               | 0 - 3               |
| PRS/Garibaldi       | 2 - 3               | 1 - 0               | 0 - 3               | 2 - 0               |                     | 0 - 0               |
| Ypiranga de Erechim | 1 - 1               | 3 - 1               | 4 - 1               | 0 - 1               | 1 - 0               |                     |

|  |                                       |
|  | Equipes classificadas à Segunda Fase. |

#### Segunda Fase
|  | Semifinais          | Semifinais  | Semifinais | Semifinais |   |                     | Final | Final | Final | Final |
|  |                     |             |            |            |   |                     |       |       |       |       |
|  | PRS/Garibaldi       | 0           | 0          | 0          |   |                     |       |       |       |       |
|  | Ypiranga de Erechim | 2           | 4          | 6          |   |                     |       |       |       |       |
|  | Ypiranga de Erechim | 2           | 4          | 6          |   | Ypiranga de Erechim | 2     | 2     | 4     |       |
|  |                     |             |            |            |   | Ypiranga de Erechim | 2     | 2     | 4     |       |
|  |                     | Caxias (gf) | 1          | 3          | 4 |                     |       |       |       |       |
|  | APAFUT              | Caxias (gf) | 1          | 3          | 4 | 0                   | 1     | 1     |       |       |
|  | APAFUT              |             |            |            |   | 0                   | 1     | 1     |       |       |
|  | Caxias              | 1           | 1          | 2          |   |                     |       |       |       |       |

* Em itálico o mandante do primeiro jogo. Em negrito o vencedor do confronto.

### Copa José Luiz Barreto (Região Sul)
| Região Sul | Região Sul      | Região Sul | Região Sul | Região Sul | Região Sul | Região Sul | Região Sul | Região Sul | Região Sul | Região Sul |
| Pos        | Times           | Pts        | J          | V          | E          | D          | GP         | GC         | SG         | %          |
| ---------- | --------------- | ---------- | ---------- | ---------- | ---------- | ---------- | ---------- | ---------- | ---------- | ---------- |
| 1          | Internacional   | 16         | 8          | 4          | 4          | 0          | 16         | 2          | 14         | 67%        |
| 2          | Grêmio          | 12         | 8          | 3          | 3          | 2          | 13         | 11         | 2          | 50%        |
| 3          | Bagé            | 11         | 8          | 3          | 2          | 3          | 9          | 12         | -3         | 46%        |
| 4          | São Paulo-RS    | 11         | 8          | 2          | 5          | 1          | 8          | 6          | 2          | 46%        |
| 5          | Guarany de Bagé | 2          | 8          | 0          | 2          | 6          | 7          | 22         | -15        | 8%         |

| Resultados (Resumo) | Resultados (Resumo) | Resultados (Resumo) | Resultados (Resumo) | Resultados (Resumo) | Resultados (Resumo) | Resultados (Resumo) |
| Clube               | BAG                 | GRE                 | GUA                 | INT                 | SPA                 |                     |
| ------------------- | ------------------- | ------------------- | ------------------- | ------------------- | ------------------- | ------------------- |
| Bagé                |                     | 1 - 0               | 2 - 1               | 0 - 0               | 0 - 0               |                     |
| Grêmio              | 4 - 2               |                     | 3 - 0               | 0 - 3               | 3 - 2               |                     |
| Guarany de Bagé     | 1 - 3               | 2 - 2               |                     | 1 - 2               | 0 - 1               |                     |
| Internacional       | 4 - 1               | 0 - 0               | 7 - 0               |                     | 0 - 0               |                     |
| São Paulo           | 2 - 0               | 1 - 1               | 2 - 2               | 0 - 0               |                     |                     |

|  |                                       |
|  | Equipes classificadas à Segunda Fase. |

#### Segunda Fase
|  | Semifinais    | Semifinais | Semifinais | Semifinais |   |               | Final | Final | Final | Final |
|  |               |            |            |            |   |               |       |       |       |       |
|  | São Paulo-RS  | 2          | 1          | 3          |   |               |       |       |       |       |
|  | Internacional | 1          | 5          | 6          |   |               |       |       |       |       |
|  | Internacional | 1          | 5          | 6          |   | Internacional | 3     | 1     | 4     |       |
|  |               |            |            |            |   | Internacional | 3     | 1     | 4     |       |
|  |               | Bagé       | 1          | 0          | 1 |               |       |       |       |       |
|  | Bagé (gf)     | Bagé       | 1          | 0          | 1 | 2             | 3     | 5     |       |       |
|  | Bagé (gf)     |            |            |            |   | 2             | 3     | 5     |       |       |
|  | Grêmio        | 2          | 3          | 5          |   |               |       |       |       |       |

* Em itálico o mandante do primeiro jogo. Em negrito o vencedor do confronto.

## Classificação para a Fase Final
|  |                                                       |
|  | Equipes classificadas à Fase Final (Campeãs).         |
|  | Equipe classificada à Fase Final pelo índice técnico. |
|  | Equipes não classificadas à Fase Final.               |

## Fase Final
Os confrontos foram sorteados em 7 de novembro na sede da FGF
|  | Semifinais                | Semifinais    | Semifinais | Semifinais |   |                     | Final | Final | Final | Final |
|  |                           |               |            |            |   |                     |       |       |       |       |
|  | São José-RS               | 0             | 0          | 0 (7)      |   |                     |       |       |       |       |
|  | Ypiranga de Erechim (pen) | 0             | 0          | 0 (8)      |   |                     |       |       |       |       |
|  | Ypiranga de Erechim (pen) | 0             | 0          | 0 (8)      |   | Ypiranga de Erechim | 1     | 1     | 2     |       |
|  |                           |               |            |            |   | Ypiranga de Erechim | 1     | 1     | 2     |       |
|  |                           | Internacional | 1          | 2          | 3 |                     |       |       |       |       |
|  | Internacional             | Internacional | 1          | 2          | 3 | 3                   | 0     | 3     |       |       |
|  | Internacional             |               |            |            |   | 3                   | 0     | 3     |       |       |
|  | Caxias                    | 1             | 1          | 2          |   |                     |       |       |       |       |

* Em itálico o mandante do primeiro jogo. Em negrito o vencedor do confronto.

### Semifinais
Jogos de Ida
| Quarta-feira, 9 de novembro | São José-RS | 0 – 0 | Ypiranga de Erechim | Passo d'Areia, Porto Alegre             |
| 17:00                       |             |       |                     | Árbitro: RS Anderson da Silveira Farias |

| Quinta-feira, 10 de novembro | Internacional                                     | 3 – 1 | Caxias            | Morada dos Quero-Queros, Alvorada         |
| 16:00                        | Brenner 40' · André Filho 52' · Gustavo Ramos 88' |       | 32' Diego Miranda | Árbitro: RS Jonathan Benkenstein Pinheiro |

Jogos de Volta
| Domingo, 13 de novembro | Ypiranga de Erechim | 0 – 0     | São José-RS | Colosso da Lagoa, Erechim              |
| 17:00                   |                     | Relatório |             | Árbitro: RS Jean Pierre Gonçalves Lima |

|                                                                                   |       | Penalidades                                                             |  |
| João Paulo Marcio Artur Tulio Renan Jean Paulo Mikael Carlão Carlos Farias Sander | 8 – 7 | Everton Rafinha Rogerinho Bindé Paulinho Marcel Kelvin Tairone Gilberto |  |

| Domingo, 13 de novembro | Caxias     | 1 – 0     | Internacional | Centenário, Caxias do Sul       |
| 17:00                   | Marlon 22' | Relatório |               | Árbitro: RS Luís Teixeira Rocha |

### Final
| Quinta-feira, 17 de novembro | Ypiranga de Erechim | 1 – 1 | Internacional | Colosso da Lagoa, Erechim |
| 20:00                        | Túlio Renan 51'     |       | 59' André     | Árbitro: RS Roger Goulart |

| Domingo, 20 de novembro | Internacional              | 2 - 1     | Ypiranga de Erechim | Estádio Beira-Rio, em Porto Alegre (RS) |
| 11:00                   | Bruno José 30' · André 64' | Relatório | 25' Danilinho       | Árbitro: RS Daniel Aloysius Soder       |

## Campeão
| Super Copa Gaúcha de 2016          |
| ---------------------------------- |
| Internacional Campeão (1.º título) |